# علم مليلية

علم مليلة

أعتمد علم مليلة في 13 أذار - مارس من سنة 1995 ويتكون العلم من شعار النبالة لمليلة مسندة على خلفية زرقاء اللون.